# Дорміторій

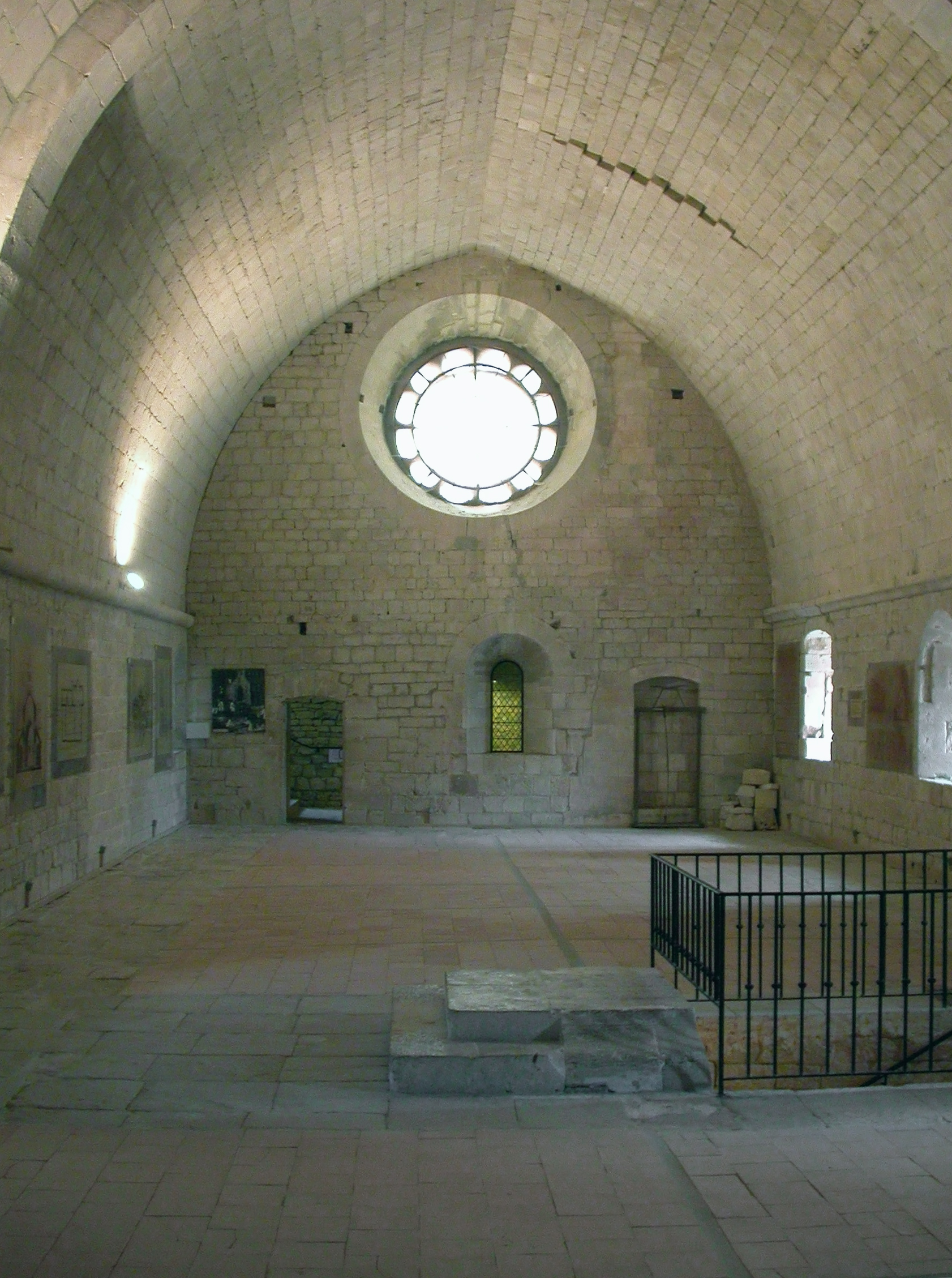
Дорміторій в абатстві Сенанк.

Дорміторій (лат. dormitorium) — спальне приміщення ченців в католицькому монастирі.
В середні віки всі ченці (черниці) спали в монастирі у загальному спальному залі на підлозі, вкритою соломою. Тільки у деяких абатів (абатіс) були особисті спальні кімнати. Із дорміторія сходи вели прямо на церковні хори. Так ченці напряму попадали до місця своїх нічних молитов.
Окремі келії (от лат. cella — маленька кімната) спочатку з'явилися у каноніків. Пізніше окремі спальні приміщення отримали і монахи. З цього часу дорміторій стали називати ту частину монастиря, де знаходилися келії.
Спочатку дорміторій розгороджували на окремі спальні місця — келії — з допомогою завіси або дерев'яними стінами. Лише в XX столітті в більшості монастирів з'явилися справжні окремі кімнати.
В даний час дорміторій часто називається кімната в молодіжних хостелах, де здаються окремі спальні місця. Зазвичай в дорміторії від 4 до 16 спальних місць, найчастіше у вигляді двоярусних ліжок.